# بيل واي إيه أتش-63
بيل واي إيه أتش-63 كانت مروحية هجومية اختبارية تم إنشائها ضمن منافسة مروحية هجومية متطورة. وخسرت أمام مروحية واي إيه أتش-64 التابعة لشركة هيوز للمروحيات التي تم تطويرها لاحقا إلى مروحية إيه إتش-64 أباتشي.